# الريامي (الحيمة الخارجية)

تعديل مصدري - تعديل

الريامي هي إحدى قرى عزلة المخلاف بمديرية الحيمة الخارجية التابعة لمحافظة صنعاء، بلغ تعداد سكانها 29 نسمة حسب تعداد اليمن لعام 2004.